# Сергєєва Клавдія Іванівна
Клавдія Іванівна Сергєєва (? — ?) — українська радянська діячка, 1-й секретар Яготинського і Бородянського райкомів КПУ Київської області. Член Центральної Ревізійної Комісії КПУ у вересні 1952 — березні 1954 року.

## Біографія
Член ВКП(б) з 1940 року.
На 1947—1948 роки — завідувач відділу Яготинського районного комітету КП(б)У Полтавської області.
З вересня 1949 — після 1955 року — 1-й секретар Яготинського районного комітету КПУ Полтавської (з січня 1954 року — Київської) області.
На 1957—1960 роки — 1-й секретар Бородянського районного комітету КПУ Київської області.

## Нагороди
- орден Трудового Червоного Прапора (26.02.1958)
- ордени
- медаль «За трудову відзнаку» (23.01.1948)
- медалі